# محمد ياسين عريبي

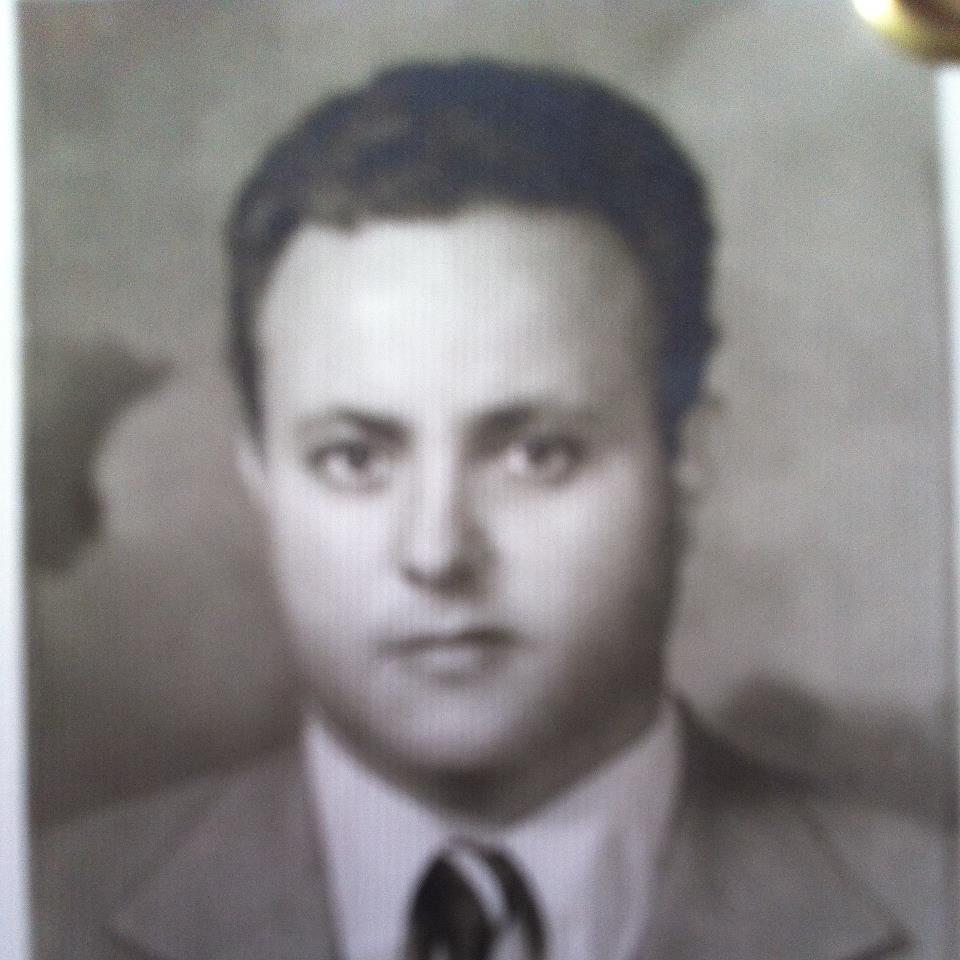
الدكتور محمد ياسين الطاهر عريبي

محمد ياسين الطاهر عريبي ليبي الجنسية، واسمه مركب (محمد ياسين) من مواليد مدينة غريان منطقة اللماميش في 15 /11/ 1939 . ينتمي إلي أسرة عريقة ذات حسب ونسب من قبيلة الكميشات التي يعود نسبها للرسول صلى الله عليه وسلم وهي من القبائل المعروفة بالعلم منذ القدم، وينتمي إليها الكثير من المشائخ والقضاة الأزهريين وخريجي جامع الزيتونة، وقد تولى العديد من أهلها مناصب هامة.

## نشأته
أسس أهل قبيلة الكميشات زاويتان لتحفيظ القران بالإضافة إلى تدريس الفقه والتفسير وعلوم الحديث، وكذلك السير والتوحيد، الأولى أسسها أولاد سي علي بن خليفة وهي عائلة تنتمي إلى قبيلة الكميشات واستقرت بمنطقة اللماميش وينتمي الدكتور ياسين إلى هذه العائلة. كان عمه الشيخ محمد عليش حاملا للشهادة العلمية من الأزهر الشريف عام 1937 م، والذي عمل قاضيا بكل من الزنتان، زليتن، مسلاتة، مصراتة، وكثير من المدن الأخرى، وكذلك جده الشيخ علي عريبي الذي عمل إماما بمنطقة ورفلة وقاضيا في اللماميش وان كانت المعلومات المتوفرة عنه غير كافية. أما زاوية تحفيظ القران الأخرى فقد أسستها عائلة الطواهرية بمنطقة أبوزيان وهي تنتمي إلى نفس القبيلة ( قبيلة الكميشات ) وقد تزوج محمد ياسين رحمه الله من هذه العائلة حيث كان صهره الشيخ الطاهر إبراهيم الطاهر وهو قاض عمل بالقضاء لمدة 35 سنة في كل من مدينة غات، قصرالأخيار، ترهونة، العزيزية وأخيرا قاضيا بمحكمة طرابلس الشرعية، ثم بمحكمة طرابلس الابتدائية، وهو متحصل على الشهادة العلمية من الأزهر الشريف عام 1928 م .

## دراسته
تلقى محمد ياسين تعليمه الابتدائي في مدرسة أولاد أبي رأس الابتدائية ما عدا الصف الخامس الذي درسه في قرية الزنتان حيث كان مقيما مع عمه الشيخ محمد عليش رحمه الله ( والذي كان قاضيا في تلك المنطقة آنذاك) وتحصل على الشهادة الابتدائية في العام الدراسي 1952-1953 م، بالإضافة إلي حفظ القرآن الكريم في المسجد أو ما يعرف بالكتاب (بتشديد التاء). ثم تلقى محمد ياسين تعليمه الإعدادي بمدرسة غريان (تغسات) الإعدادية وتحصل على الشهادة الإعدادية عام 1955-1956 م حيث تحصل بذلك على شهادة دبلوم المعلمين العامة، ثم أكمل تعليمه الثانوي بمدرسة مصراتة الثانوية حيث تحصل على الشهادة الثانوية عام 1958 م وكان يعمل بمهنة التدريس أثناء دراسته بالمرحلة الثانوية. كماالتحق محمد ياسين بالحركة الكشفية في عهد خليفة الزايدي ( رئيس الحركة الكشفية ) وكان رحمه الله برتبة قائد، وبعد إتمام المرحلة الثانوية عام 1958 م درس الفلسفة بكلية الآداب بجامعة بنغازي حيث تحصل علي الليسانس عام 1961 م وكان من المتفوقين في دراسته، ثم عين معيدا بالكلية مما أهله للحصول علي بعثة دراسية لإكمال تعليمه العالي بألمانيا الغربية (آنذاك) حيث توجه إليها عام 1963 م حيث درس اللغة الألمانية بمعهد جوته بمدينة ( بساو ) لمدة ستة أشهر ومن ثم توجه للجامعة في مدينة ( ماربورج ) وبداء الدراسة لأشهر ثم عاد إلى أرض الوطن عام 1964 م ومنه اتجه إلى بلاد ( مصر ) لمدة أسبوعين لإقتناء بعض الكتب العلمية والدينية التي لم نكن متوفرة في الوطن آنذاك ثم عاد لبلاده ليتزوج ثم عاد إلى ألمانيا مرة أخرى لإكمال دراسته.
درس محمد ياسين إلى جانب اللغة الألمانية اللغتين اللاتينية واليونانية القديمة حيث تحصل شهادة إتمام اللغة اللاتينية من جامعة ( ماربورج ) عام 1967 كما أجاد اللغة الإنجليزية. وانتقل عام 1967 لمدينة ( بون ) وتحصل على درجة الماجستير من جامعة ( بون ) عام 1969 بإشراف البروفسر مارتن، وكان موضوع الرسالة الوصف النقدي لمشكلة العلية عند الغزالي. ثم تحصل محمد ياسين على درجة الدكتوراة من نفس الجامعة في 19 يناير عام 1972 م، وقد كان عنوان الرسالة إشكالات فلسفة الغزالي وعلاقتها بمبدأ العلية، ثم عاد إلى أرض الوطن في نفس العام حيث عمل بجامعة بنغازي كمحاضر بكلية الآداب في قسم الفلسفة انتقل بعدها للعمل بجامعة طرابلس كمحاضر بكلية التربية، قسم الفلسفة عام 1973 م.

## عمله
عام 1972 عاد د. محمد ياسين عريبي إلى أرض الوطن حيث عمل بجامعة بنغازي- قاريونس -كمحاضر بكلية الآداب قسم الفلسفة وانتقل بعدها للعمل بجامعة طرابلس بكلية التربية، قسم الفلسفة عام 1973 م. وفي شهر مايو عام 1974 م تمت ترقية د. محمد ياسين عريبي لدرجة أستاذ مساعد وأصبح عميد كلية الفلسفة، ثم لدرجة أستاذ مشارك في شهر يونيو من عام 1977 م، وفي عام 1979 م تحصل على درجة أستاذ بعد أن قضى سنة للتفرغ العلمي بالجامعة الأمريكية بولاية فيرجينيا ألقى فيها العديد من المحاضرات، وأجرى فيها العديد من البحوث.

## نشاطاته
أثناء عمله بالجامعة كان عضوا فعالا ونشطا، حيث ترأس قسم الفلسفة لفترة ليست بالقصيرة نظم خلالها المؤتمر الأول للتفسير الذي عقد في الفترة مابين 15-20 من شهر سبتمبر عام 1980 م وكان رئيسا ومقررا للمؤتمر، ورأس تحرير مجلة الحكمة الفلسفية والتي كان له الفضل في إصدارها، كما شارك في الكثير من المؤتمرات والندوات العلمية حيث كان عضوا مؤسسا في جمعية الفلسفة الإسلامية والتي أسست بتاريخ 23 فبراير 1977 م، وعضوا في جمعية كانط الفلسفية الألمانية، وفي جمعية فلسفة القرون الوسطى وعصر النهضة بجامعة مانهاتن بمدينة نيويورك وغيرها من الجمعيات الفلسفية. كما شارك د.محمد ياسين عريبي ومثل ليبيا في العديد من المؤتمرات العلمية منها على سبيل المثال لا الحصر الملتقى الإسلامي المسيحي الثالث عام 1982 م بقرطاج تونس، والمؤتمر الفلسفي الثالث لجمعية الفلسفة العربية في دمشق عام 1990 م، والمؤتمر السابع لكانط بألمانيا في عام 1990 م، حيث شارك ببحث بعنوان الشيء بذاته عند الغزالي وإمانويل كانط، وندوة تجديد الفكر الإسلامي تحت شعار نحو مشروع إسلامي معاصر، والندوة المولدية حول المسلمون وتحديات القرن الحادي والعشرين، بالإضافة إلى حضوره العديد من المؤتمرات مثل مؤتمرات جمعية كانط الفلسفية والتي كان عضوا فيها كما أسلفنا الذكر، مؤتمر الفارابي والحضارة الإنسانية بالعراق عام 1975 م، ومؤتمر جمعيات الدراسات الفلسفية بنيويورك عام 1976 م، والعديد من النشاطات العلمية الأخرى .

## مؤلفاته

### مواقف ومقاصد في الفكر الفلسفي الإسلامي المقارن
يؤكد المؤلف في هذا الكتاب على ضرورة دراسة الفكر الإنساني على أنه وحدة متماسكة يتصل بعضها ببعض ويدعو إلى إعادة كتابة تاريخ الأفكار لتنسب إلى أصحابها، وفي هذا الكتاب الذي هو عبارة عن مجموعة من البحوث يعتبرها المؤلف مداخل لمقارنة الفسلفة في الإسلام بالفكر الأوروبي الحديث، قسّمها إلى ثلاثة مواقف وكل موقف يندرج تحته عددا من المقاصد. ويوضح المؤلف من خلال هذه المقارنات الكثير من العلاقات بين الفكر الإسلامي وفلاسفة الغرب أمثال ديكارت وسبينوزا ومالبرانش وباركلي ولوك وهيغل وكانط غيرهم.
وفي هذه الثلاثة مواقف عالج المؤلف مسائل بين المعرفة والوجود، ومبدأ السبب الكافي، ومقارنة بين تهافت الفلاسفة ونقد العقل المحض، ناقش خلالها أفكار فلاسفة الفكر الإسلامي كالفارابي والبيروني وابن سينا والغزالي وغيرهم.

### الإستشراق وتغريب العقل التاريخي العربي
تعمد مفكري الغرب القائمون على الدراسات الأستشراقية الطعن في أصالة الفلسفة العربية الأسلامية عبر التاريخ، من خلال الترويج لمقولة أن العقلية العربية عقلية غير منتجة، وأن هذا الفكر هو علم يوناني كتب بحروف عربية؛ بناء عليه فإن مشكلة الدراسة تكمن في التنبيه إلى خفايا مطويات الدراسات الأستشراقية الي تقوم على تجاهل معطاءات الشعوب الأخرى، وعلى رأسها الشعوب الأسلامية.حيث تكمن أهمية البحث في تعريف أبنائنا بالمسخ والتشويه، والطمس الذي أحدثه الغرب في تراث حضارتنا الإسلامية، بقصد إحباط معنويات أجيالنا بالتشكيك في مقدرة مفكريهم على الأبداع الفكري والعلمي. وبالتالي يوضح الدكتور محمد ياسين عريبي في تناوله للقضايا الفكرية والفلسفية من أجل إثبات أصالة الفكر الأسلامي، ور د شبهات المستشرقين .والكشف عن مواضع التغريب التي حدثت للفكر الأسلامي في الفكر الغربي وكيفيته.